# Autoridad de los Servicios Públicos
La Autoridad de los Servicios Públicos (ASEP) es el ente regulador de los servicios públicos existente en Panamá.
Es el ente que regula todo lo que concierne a las telecomunicaciones, la electricidad, el agua y el alcantarillado así como la radio y la televisión.
La Ley 26 de 29 de enero de 1996 “Por la cual se crea el Ente Regulador de los Servicios Públicos”, es la ley constitutiva de la entidad. Establece las facultades legales asignadas a la entidad para el cumplimiento de sus obligaciones. Dicha ley define los propósitos fundamentales para los cuales fue creada esta entidad, los lineamientos para su organización y en general establece el marco de acción en el cual debe funcionar esta institución. La Ley 26 de 1996 es complementada por las leyes sectoriales, las cuales establecen de manera específica la regulación que le debe ser aplicada a las empresas que brindan servicios en cada uno de los sectores que regula la entidad.